# Kasei Valles
Kasei Valles est une vallée martienne située à 25,14° N, 297,12° E. Kasei (火星) est le nom de Mars en japonais et signifie « planète du feu ».
Elle forme un réseau d'environ 3 000 km de longueur, 3 000 m de dénivelé, et quelques centaines de kilomètres de largeur. Elle part de Valles Marineris (plus précisément dans Echus Chasma) et remonte au nord pour se séparer en plusieurs bras jusqu'à la partie occidentale de Chryse Planitia. Elle passe donc à l'ouest puis au nord des plateaux de Lunae Planum.
Elle a probablement été formée par de gigantesques inondations catastrophiques, rares et ponctuelles, plutôt que par des cours d'eau réguliers, causées par l'éclatement de nappes phréatiques ou la fonte brusques de glaces souterraines.

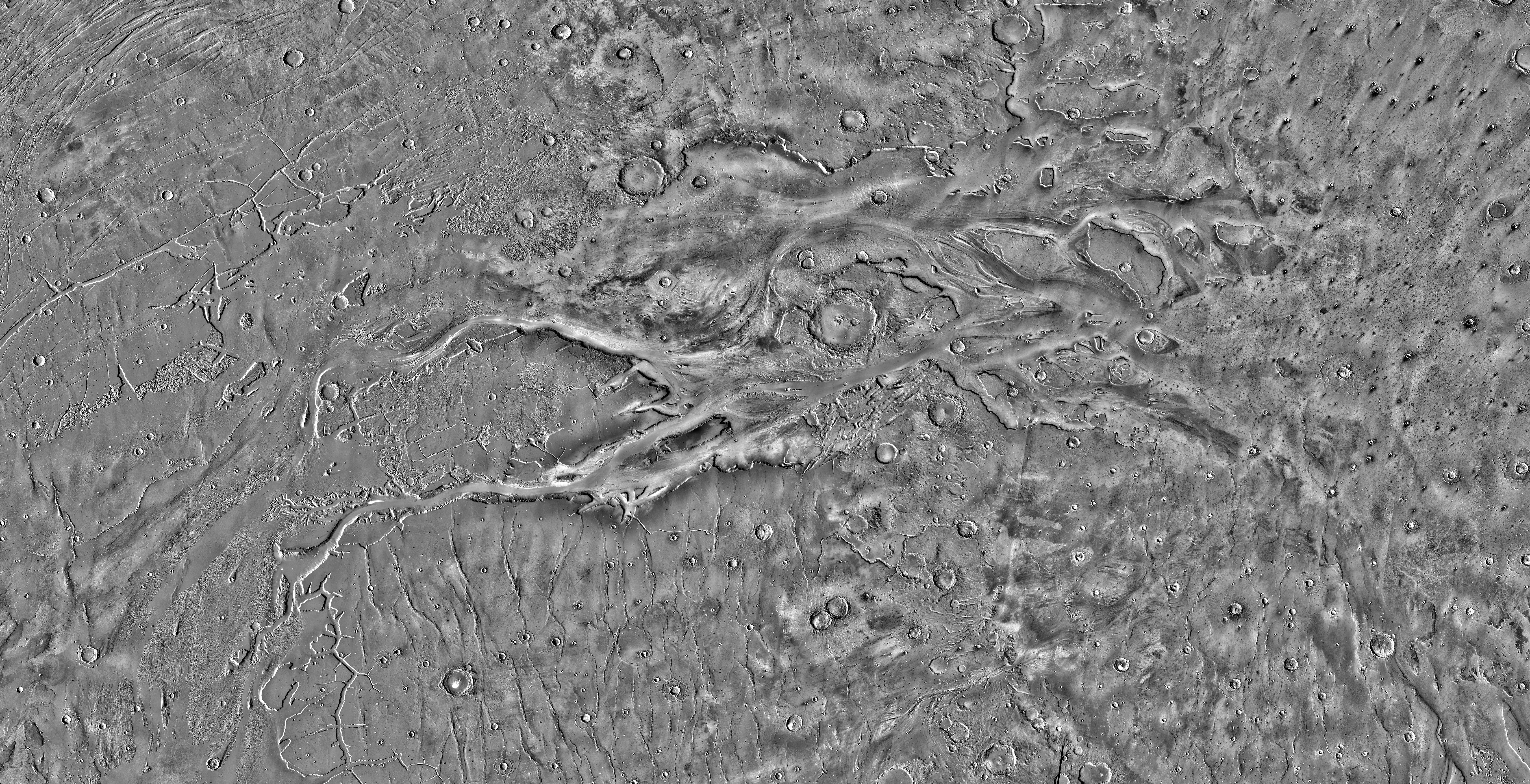
Mosaïque de THEMIS images infrarouges jour de Kasei Valles et ses environs.
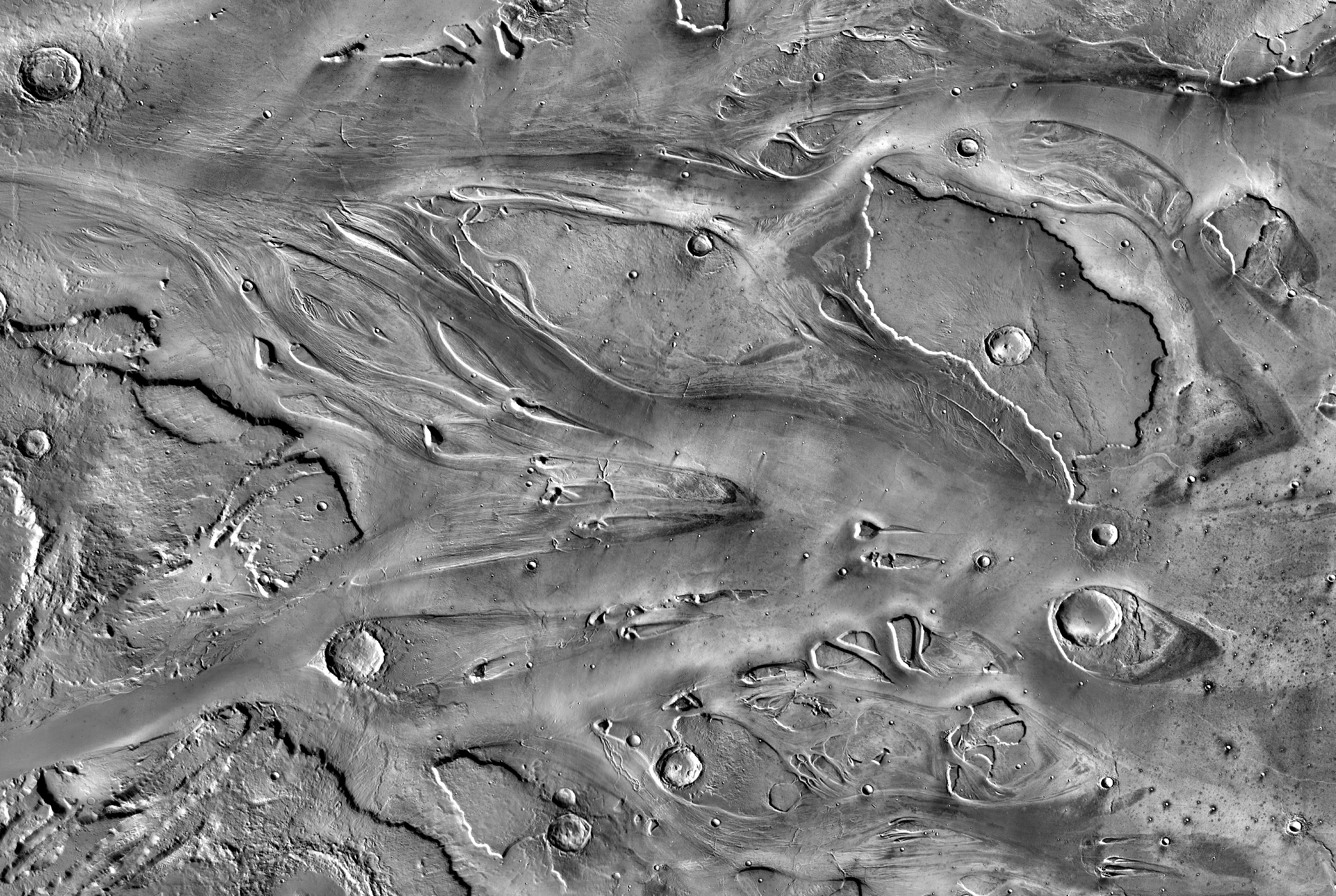
Voir des reliefs simplifiés dans Kasei Valles (détail de THEMIS mosaïque à gauche).